# Olhos de Chávez

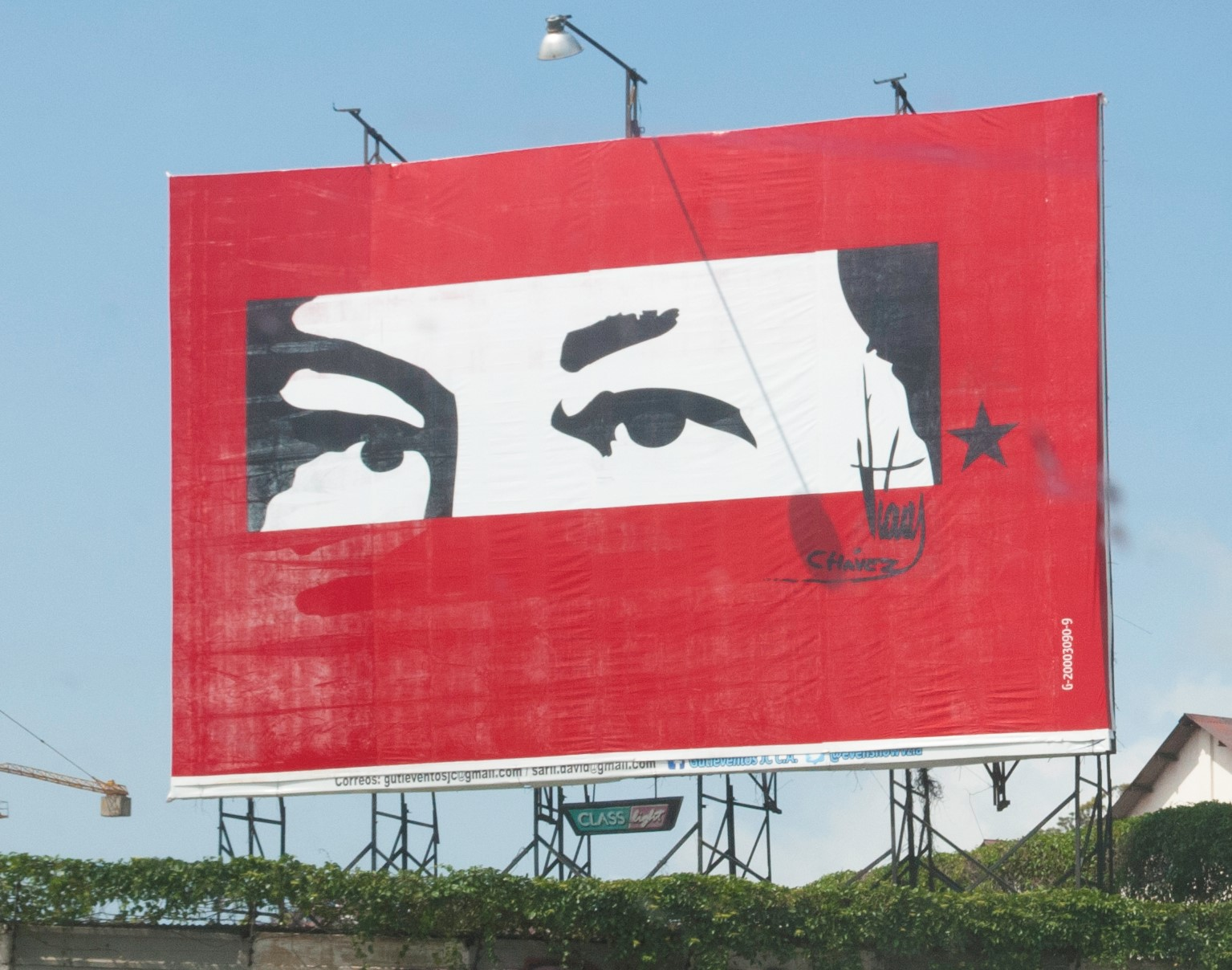
Um outdoor dos olhos e assinatura de Hugo Chávez em Guarenas, Venezuela.

"Olhos de Chávez" (espanhol: ojos de Chávez) é um desenho dos olhos estilizados de Hugo Chávez que se espalhou por toda a Venezuela entre os apoiadores de Chávez, o governo venezuelano e o Partido Socialista Unido da Venezuela (PSUV) que é usado principalmente como propaganda política para o governo bolivariano. Os olhos foram vistos em "outdoors, camisetas e prédios em todo o país".

## História
Os "olhos de Chávez" originaram-se pela primeira vez na última campanha presidencial de Hugo Chávez em 2012, com a ideia originada por José Miguel España, um membro da campanha de Chávez. Durante uma reunião eleitoral, milhares de apoiadores de Chávez usavam camisetas vermelhas estampadas com seus olhos em preto.
O projeto foi então amplamente divulgado pelos apoiadores de Chávez. Após a morte de Chávez, o presidente venezuelano Nicolás Maduro adotou o emblema após chegar ao poder, colocando os olhos em "outdoors, paredes e até mesmo fachadas de prédios públicos". Em 2015, a Reuters descreveu os "olhos de Chávez" como "a imagem mais onipresente na Venezuela dos últimos anos".

## Usos

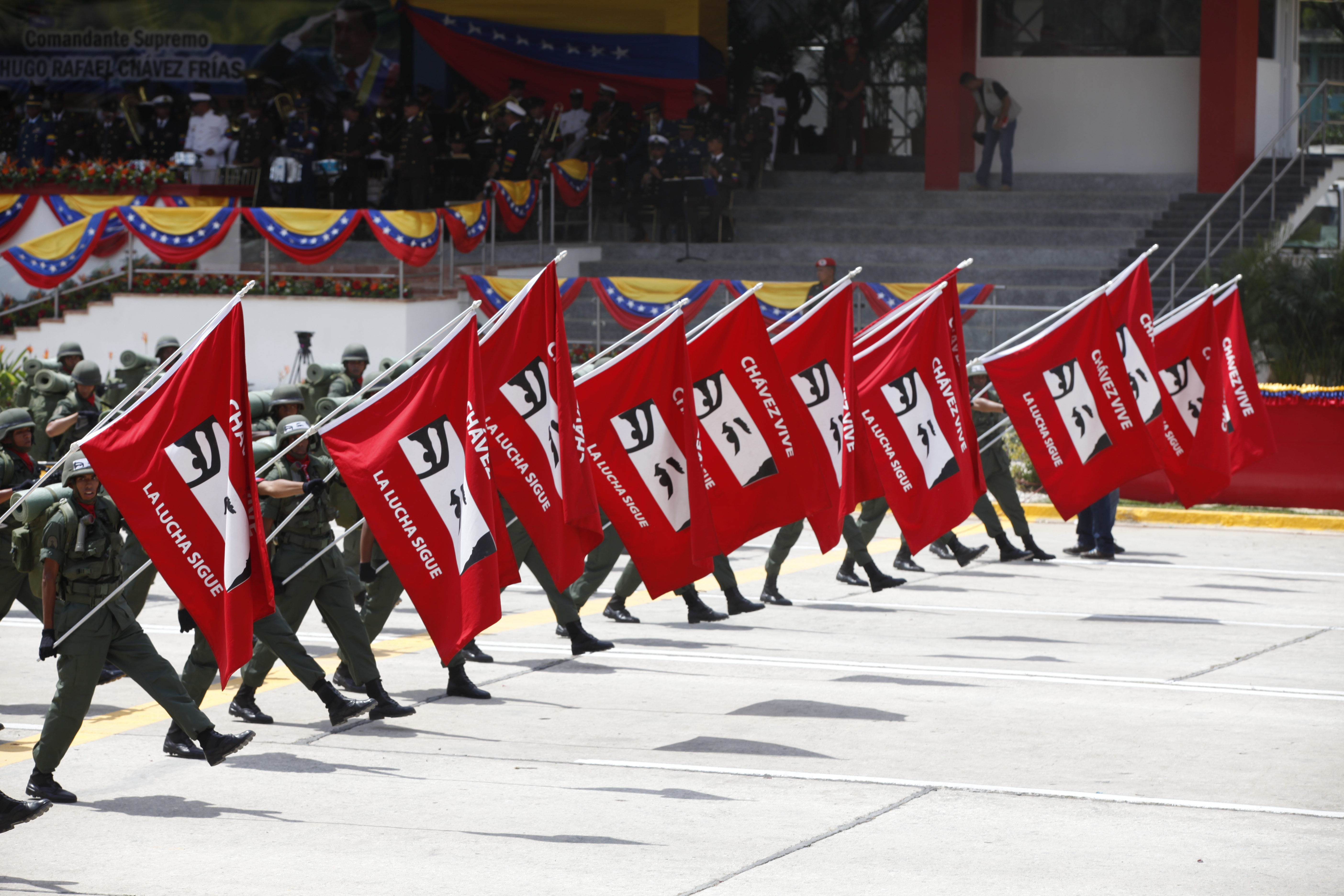
Membros das Forças Armadas da Venezuela carregando bandeiras com os "olhos de Chávez", dizendo: "Chávez vive, a luta continua".

### Eleições
Durante as eleições presidenciais venezuelanas de 2013 , Maduro usou o desenho dos "olhos de Chávez" para sua campanha. A imagem de Chávez foi usada mais do que a própria imagem de Maduro, com "olhos de Chávez" vistos em prédios, camisetas e pôsteres.
Os olhos também foram usados por vários políticos venezuelanos que apoiam Chávez ou afirmam continuar seu trabalho.

### Instalações estatais
Em cada novo projeto habitacional construído pelo governo venezuelano, abrigando milhões de venezuelanos no total, os olhos emblemáticos também estão posicionados em todos os conjuntos.

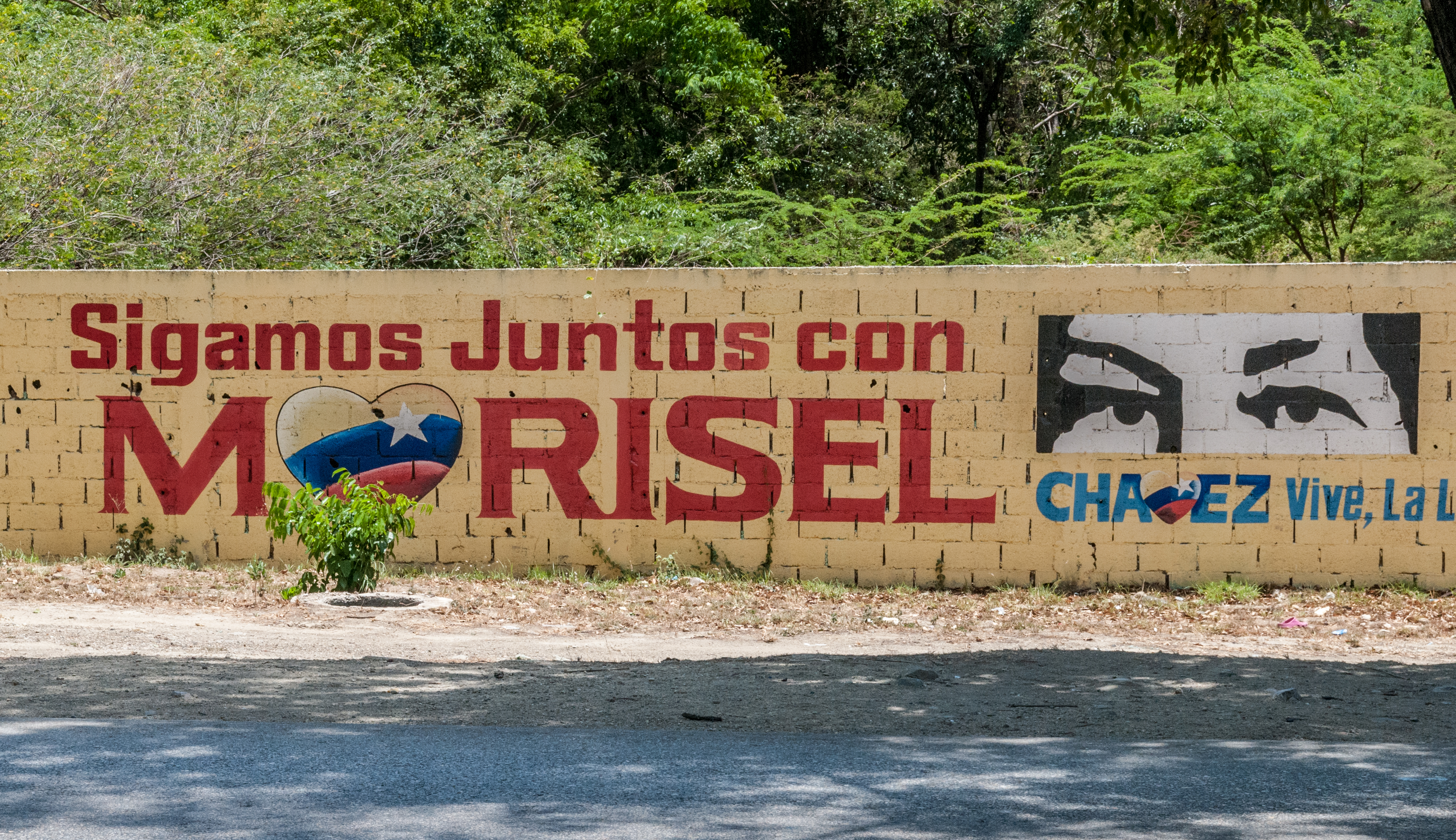
Mural apoiando o prefeito de San Juan

Após as eleições parlamentares venezuelanas de 2015, que instalou uma maioria da oposição na Assembleia Nacional, o órgão parlamentar decidiu remover os olhos de Chávez do Palácio Legislativo Federal. Após a ação da Assembleia Nacional, o governo venezuelano pediu que os muralistas "pintassem contra a censura", com murais começando a inundar Caracas.

### Uso por figuras populares
Em uma homenagem a Chávez em novembro de 2014, Pablo Iglesias Turrión, líder do partido político espanhol Podemos, foi visto vestindo uma camisa vermelha com os "olhos de Chávez" impressos nela.

## Análise

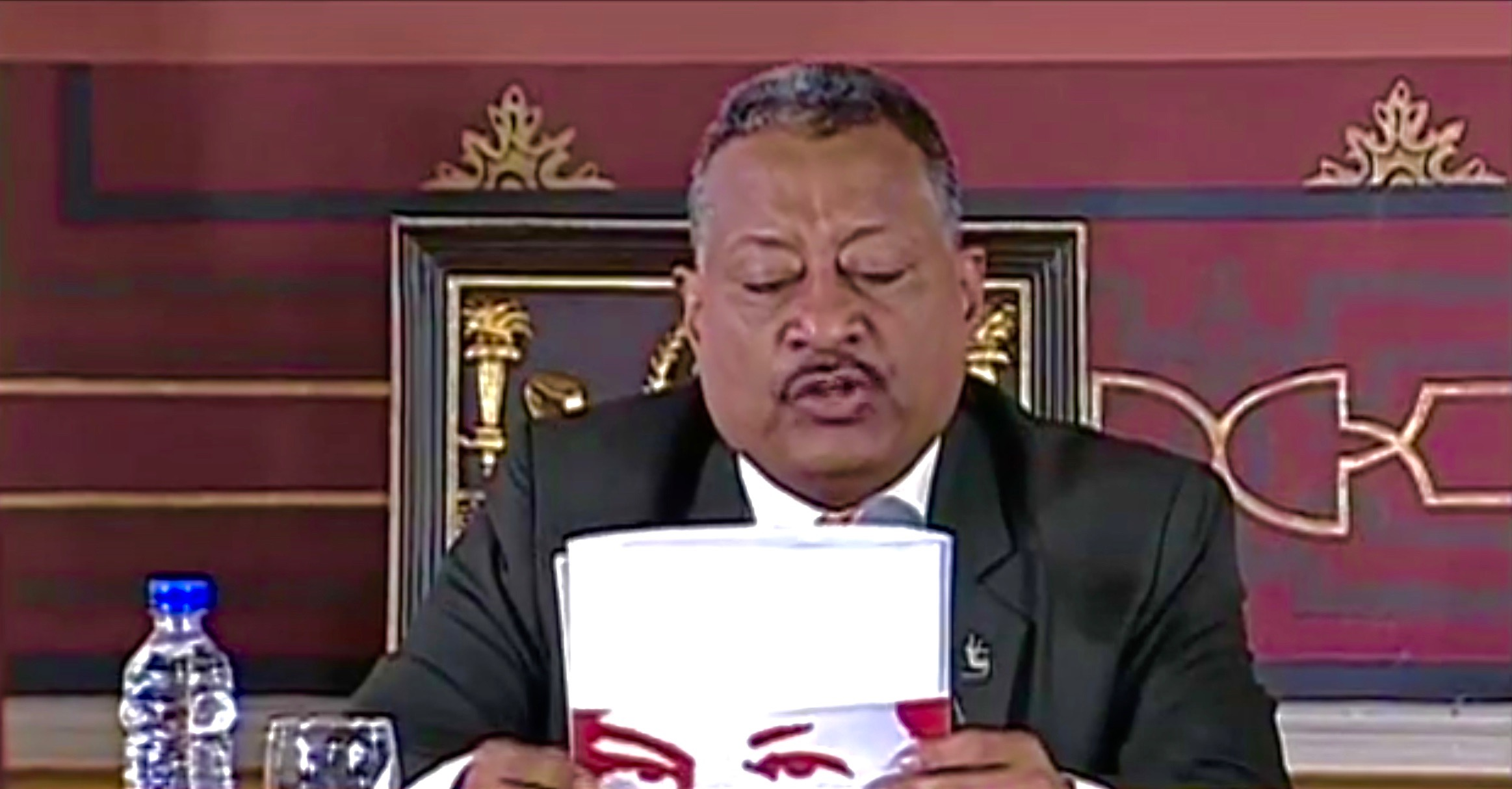
Fidel Vasquez lendo uma pasta com os "olhos de Chávez" durante a sessão da Assembleia Nacional Constituinte da Venezuela de 2017.

De acordo com um relatório de 2014 intitulado Faces and Traces of a Leader. Hugo Chávez: Memory of a People pelo Centro Nacional de História do governo venezuelano, os olhos de Chávez representam um "olhar vigilante e protetor" e apresentam um sentimento de transparência ou confiança relacionado à frase "Olhe nos meus olhos quando eu estou falando". Também foi observado que, uma vez que Chávez não estava mais fisicamente presente na Venezuela, os olhos de Chávez para os apoiadores do governo bolivariano representavam um Chávez "onipresente", lembrando os eleitores de seu "compromisso ideológico".
Alguns que vivenciaram o trabalho dizem que ele instila uma presença de Chávez, uma sensação de que ele está "sempre olhando para você" que já foi comparada à figura orwelliana, o Grande Irmão.